# Китайское имя
Именование человека в китайской, а также связанных с ней культурах отличается от системы имён, принятой на Западе. Наиболее заметным признаком этого различия является то, что в китайском полном имени сначала пишется фамилия, и только после неё — личное имя.

## Фамилия
Китайская система именования является основой для многих традиционных способов именования людей в Восточной и Юго-Восточной Азии. Практически все страны Восточной и некоторые страны Юго-Восточной Азии следуют традиции, подобной китайской или напрямую заимствованной из китайской культуры.
Разнообразие имён на китайском языке в значительной степени зависит от личного имени, а не фамилии. Подавляющее большинство китайских фамилий записываются одним иероглифом, лишь несколько — двумя (в КНР официальные списки содержат около 20 таких «нестандартных» фамилий, тогда как остальные были приведены к стандартному односложному виду, включая фамилии нацменьшинств, зачастую состоящие из более чем двух слогов. Наиболее распространённые китайские фамилии: Ли (кит. трад. 李, пиньинь Lǐ), Ван (кит. трад. 王, пиньинь Wáng), Чжан (кит. трад. 張, упр. 张, пиньинь Zhāng):164.
Китайские женщины, выходя замуж, как правило, сохраняют свои девичьи фамилии и не принимают фамилию мужа (в Китайской Народной Республике почти повсеместно). Дети, как правило, наследуют фамилию отца.
В русском языке между китайскими фамилией и именем обычно ставится пробел: Фамильев Имярек, при этом имя пишется слитно. В старых источниках китайские имена записывали через дефис (Фэн Юй-сян), однако позднее стало принятым слитное написание:167 (правильно — Фэн Юйсян).

## Имя
Обычно китайцы имеют имена, состоящие из одного или двух слогов, которые пишутся после фамилии. Существует правило, согласно которому китайское имя должно поддаваться переводу на путунхуа. С этим правилом связан известный случай, когда отцу, заядлому интернетчику, было отказано в регистрации сына на имя «@» («эт» или «собачка»).
В связи с иероглифической письменностью при выборе личного имени учитываются не только такие аспекты, как значение и благозвучие, но и написание иероглифов, составляющих слоги имени. Могут учитываться не только простота/сложность/красота написания, но и составляющие эти иероглифы элементы, которые имеют свою собственную трактовку (благоприятные/неблагоприятные, мужские/женские, связанные с определённой стихией и др.).
В Китае на протяжении тысячелетий существовала традиция ритуальной смены имён в связи с достижением определённого возраста или смены занятия. При рождении младенец получал официальное имя (мин, 名) и «молочное», или детское имя (сяо-мин, кит. упр. 小名, пиньинь xiǎo míng). При поступлении в школу ребёнку давали ученическое имя — сюэмин (кит. 学名) или сюньмин (кит. 訓名). По достижении совершеннолетия родители нарекали юношу или девушку так называемым «вторым именем», — именно по нему впредь следовало обращаться посторонним людям. При успешной сдаче экзаменов человек получал дамин (кит. 大名, «большое имя») или гуаньмин («официальное имя»), которое сохранялось на протяжении жизни и использовалось в официальных случаях после фамилии. За особые заслуги представитель знати получал прозвание (хао, кит. упр. 号, пиньинь hào).
С образованием КНР сложная система именования претерпела изменения. Компонентный состав китайских имён был серьёзно упрощён. Наряду с императорскими званиями и титулами в прошлое ушли второе индивидуальное имя-цзы, прозвища бехао, школьные имена сюэмин. Детские имена используются поныне, но изменились принципы их выбора. После внедрения политики ограничения рождаемости в КНР потеряла значение система пайхан.

### Детское имя
Например, Ли Чжэньфань (Брюс Ли) имел детское имя Ли Сяолун (Ли Маленький Дракон), ставшее впоследствии его прозвищем.

### Второе имя
Второе имя (字, zì) — это имя, даваемое при достижении совершеннолетия (字, zì), которое используются в течение жизни. После 20 лет второе имя даётся как символ взросления и уважения. Первоначально такие имена использовались после мужских имён, человек мог получить второе имя от родителей, от первого учителя в первый день посещения семейной школы, либо мог сам избрать для себя второе имя. Традиция использования вторых имён постепенно начала исчезать со времён Движения 4 Мая (1919). Существуют две общепринятые формы второго имени: Цзы 字 (zì) и Хао 號 (hào).

### Прозвание
Хао — это альтернативное второе имя, которое обычно используется в качестве псевдонима. Чаще всего оно состоит из трёх или четырёх иероглифов и, возможно, изначально стало популярным, потому что у многих людей часто были одинаковые вторые имена. Люди чаще всего выбирали Хао сами себе и могли иметь больше одного прозвища. Хао никак не было связано с именем, данным человеку при рождении и его вторым именем; скорее, прозвище было чем-то личным, иногда эксцентричным. Выбор псевдонима мог воплощать аллюзию либо содержать редкий иероглиф, точно так же, как и мог подходить высокообразованному литератору. Другая возможность — использовать название места жительства человека в качестве псевдонима; таким образом, псевдоним поэта Су Ши — Дунпо Цзюши (то есть «Резиденция Дунпо» («На восточном склоне»)) — резиденция, которую он построил, будучи в ссылке. Авторы часто использовали псевдонимы в названиях сборников своих работ.

## Англо-китайские и русско-китайские имена зарубежных китайцев
Имена китайцев, эмигрировавших из Китая в другие страны, могут испытывать различные трансформации. Одна из наиболее распространённых — прибавление к китайским имени и фамилии нового английского имени. В таком случае при переводе на русский сначала должно идти английское имя, затем — китайская фамилия, далее — китайское имя, несмотря на то, что на английском часто пишется последовательность <английское имя><китайское имя><китайская фамилия>. Иногда на английском пишется последовательность <английское имя><инициалы китайского имени><китайская фамилия>, тогда как на русский переводится в той же последовательности. Дальнейшей трансформацией может быть отпадение китайского имени, и тогда как на английском пишется, так и на русский переводится в последовательности <английское имя><китайская фамилия>. Китайцы, проживающие в России, часто прибавляют к китайской фамилии либо к китайской фамилии и китайскому имени русские имя и отчество, тогда пишется соответственно <китайская фамилия><китайское имя><русское имя><русское отчество> или <китайская фамилия><русское имя><русское отчество>:55:63.